# Трав'янка сіра
Трав'я́нка сіра (Saxicola ferreus) — вид горобцеподібних птахів родини мухоловкових (Muscicapidae). Мешкає в Гімалаях і Південно-Східній Азії.

## Опис

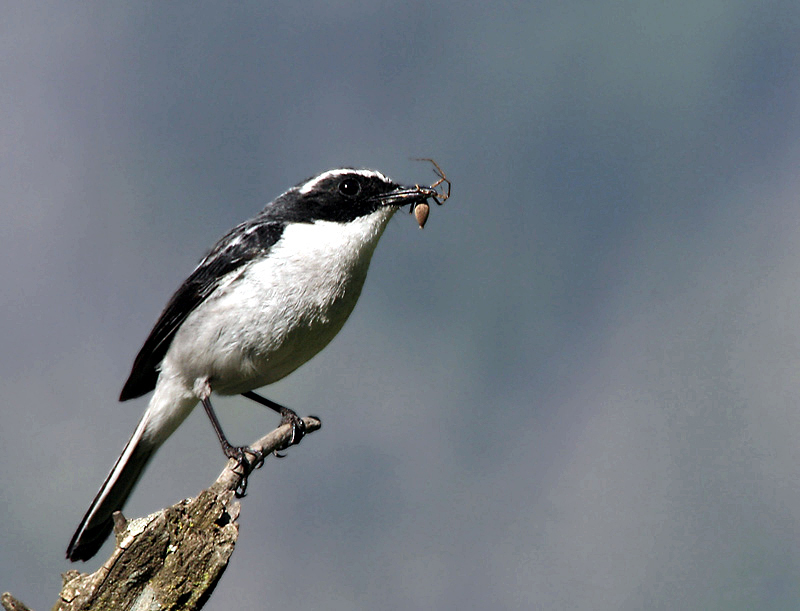
Самець сірої трав'янки зі здобиччю

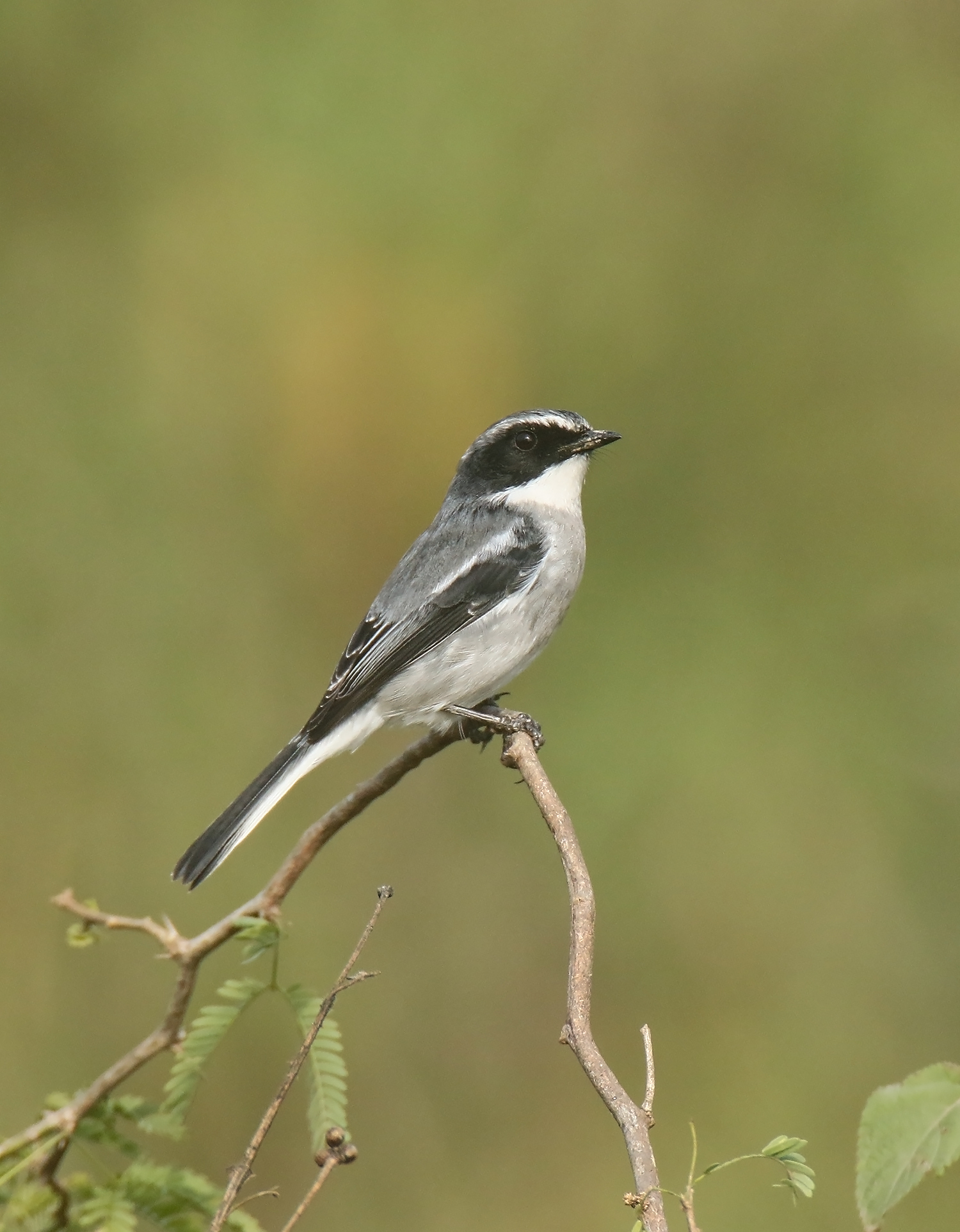
Сіра трав'янка

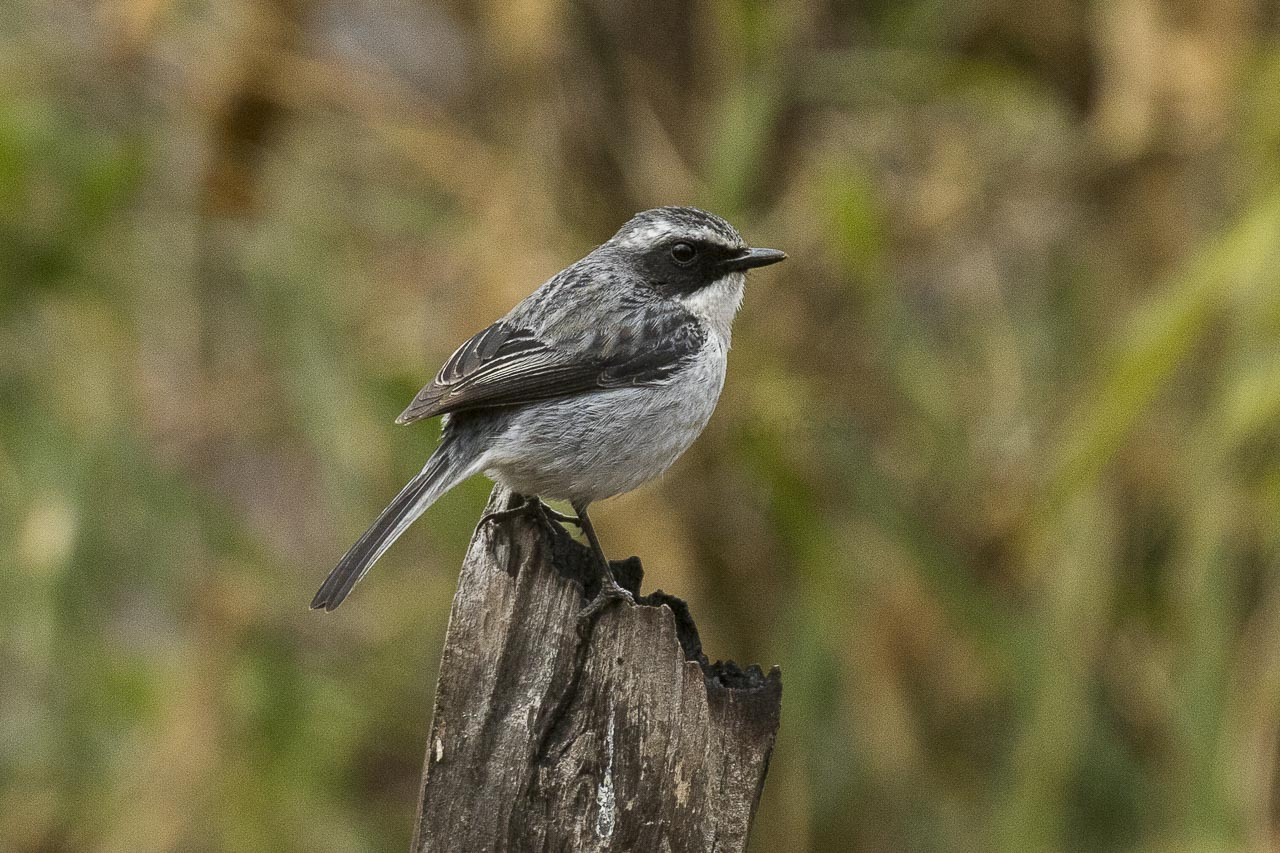
Сіра трав'янка

Довжина птаха становить 15 см. У самців верхня частина тіла сіра, перед линькою вона набуває чорнуватого відтінку, нижня частина тіла світло-сіра, горло біле. На обличчі у них темна «маска», над очима білі «брови». У Самиць «брови» і нижня частина тіла охристі, верхня частина тіла і хвіст з боків коричневі, а надхвістя має рудуватий відтінок.

## Підвиди
Виділяють два підвиди:
- S. f. ferreus Gray, JE & Gray, GR, 1847 — Гімалаї (від південно-західного Пакистану на схід до М'янми), північно-західний Таїланд, північ центрального Лаосу і центральний В'єтнам (Далат[en]);
- S. f. haringtoni (Hartert, EJO, 1910) — Центральний і Південний Китай (на північ до Ганьсу і Шеньсі).

## Поширення і екологія
Сірі трав'янки гніздяться в Пакистані, Індії, Непалі, Бутані, Китаї, М'янмі, Таїланді, Лаосі та В'єтнамі. Взимку вони мігрують до Північної Індії, Південного Китаю і Індокитаю. Вони живуть у соснових і широколистяних лісах, рідколіссях, в чагарникових заростях, на луках, взимку також в парках і садах. Гніздяться на висоті від 1980 до 3300 м над рівнем моря. Живляться комахами, зокрема жуками і кониками, а також павуками і дрібними равликами. іноді також насінням. Гніздяться з березня по липень. За сезон може вилупитися два виводки.